# Wahlen 1883
◄◄ | ◄ | 1879 | 1880 | 1881 | 1882 | Wahlen 1883 | 1884 | 1885 | 1886 | 1887 | ► | ►►

Weitere Ereignisse
Die Liste der Wahlen 1883 umfasst Parlamentswahlen, Präsidentschaftswahlen, Referenden und sonstige Abstimmungen auf nationaler und subnationaler Ebene, die im Jahr 1883 weltweit abgehalten wurden.
Das damalige Wahlrecht entsprach typischerweise nicht den Wahlrechtsgrundsätzen der direkten, geheimen und gleichen Wahl. Zeittypisch waren oft nur kleine Teile der Bevölkerung wahlberechtigt, ein Frauenwahlrecht war nicht gegeben.

## Termine
| Land    | Datum | Link zur Wahl 1883                   | Link zur letzten Wahl | Bemerkung                                                              |
| ------- | ----- | ------------------------------------ | --------------------- | ---------------------------------------------------------------------- |
| Ägypten |       | Parlamentswahl in Ägypten 1883       |                       | Erste Wahl zum ägyptischen Parlament, noch unter türkischer Herrschaft |
| Liberia | Mai   | Präsidentschaftswahl in Liberia 1883 |                       | [ 1 ]                                                                  |